# Torre Mayor
A Torre Mayor (jelentése spanyolul: Nagy torony) egy mexikóvárosi felhőkarcoló-irodaház, amely a Paseo de la Reforma sugárút 505. szám alatt helyezkedik el, közel a chapultepeci erdőhöz. 2015-ig Mexikó és 2010-ig Latin-Amerika legmagasabb épülete volt. 

## Leírása
Az épület 230,4 méter magas és 57 emeletet foglal magában, továbbá 4 szintes földalatti, valamint 9 szintes földfeletti parkolóházat, összesen 2000 gépkocsi-beállóhellyel. Belül 29 gyorslift működik, 84 135 m² alapterületen irodák helyezkednek el. Rendelkezik ezen kívül két füstmentes túlnyomásos vészlépcsőházzal és automatikus klímarendszerrel. Minden emelet átlagosan 1700–1824 m² alapterületű, oszlopoktól mentes, 2,70 méteres belmagassággal. A mexikóvárosi földrengések gyakoriságát figyelembe véve, az épületet 98 rengéscsillapító-energiaelnyelő rendszerrel látták el építésekor. Minden gépészeti és elektromos, beléptető- stb. rendszer vezérlését egy központi számítógép végzi. Az épület tetején helikopter-leszállóhely kapott helyet.

## Építése
Az építkezés a Reichmann International vezetésével 1999-ben kezdődött és 2003 végéig tartott. A Torre Mayor az US Bank Tower, a Torre Pemex és a Torre Latinoamericana épületek mellett a világ egyik legbiztonságosabb felhőkarcolójának számít. Egyúttal a földrengéseknek leginkább ellenálló épület a világon, a Richter-skála szerinti 9-es erősségű rengéstűréssel. Erre azért volt szükség, mert egyike azon felhőkarcolóknak, amelyek magas szeizmikus kockázatú területeken épültek.

Képek a Torre Mayorról
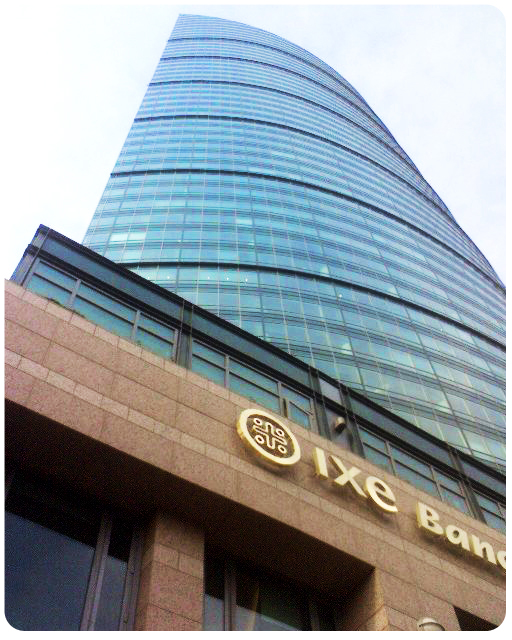
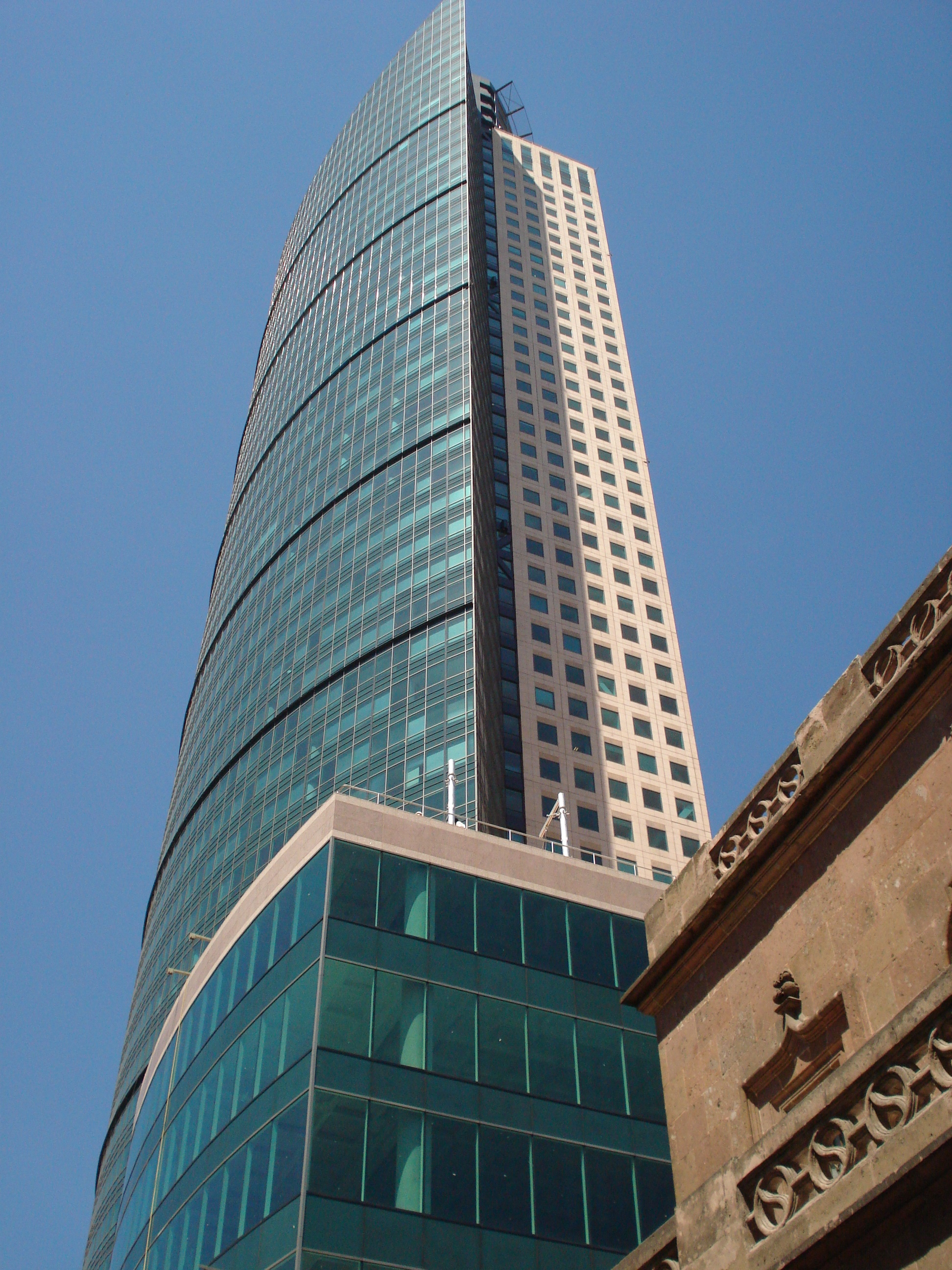
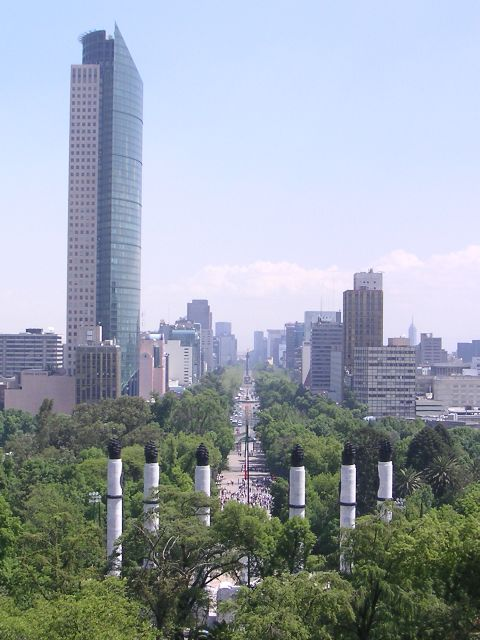
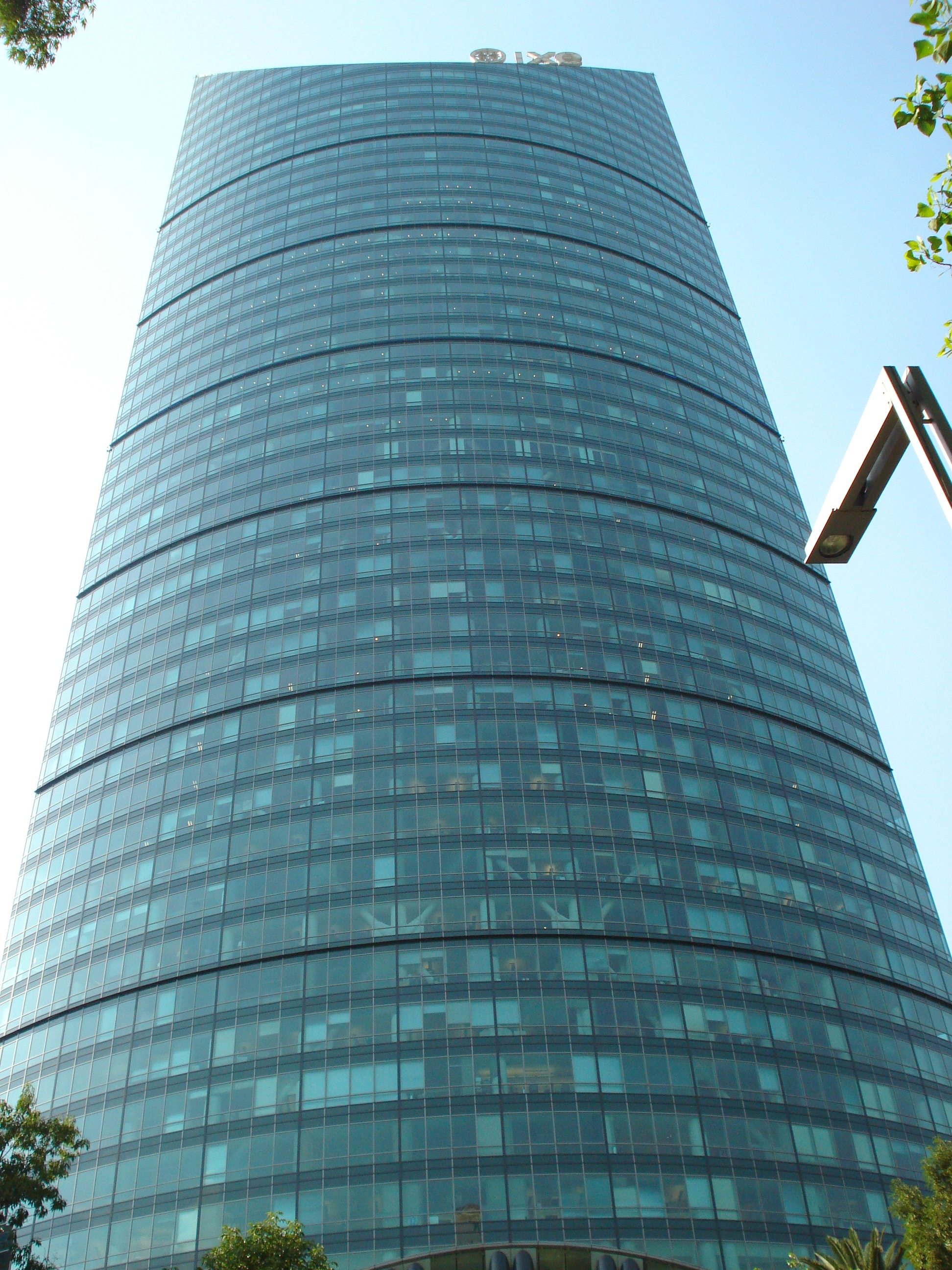

## Fordítás
- Ez a szócikk részben vagy egészben a Torre Mayor című spanyol Wikipédia-szócikk fordításán alapul.  Az eredeti cikk szerkesztőit annak laptörténete sorolja fel. Ez a jelzés csupán a megfogalmazás eredetét és a szerzői jogokat jelzi, nem szolgál a cikkben szereplő információk forrásmegjelöléseként.